# Аваљио (Пистоја)
Аваљио је насеље у Италији у округу Пистоја, региону Тоскана.
Према процени из 2011. у насељу је живело 54 становника. Насеље се налази на надморској висини од 747 м.